# Station de nettoyage

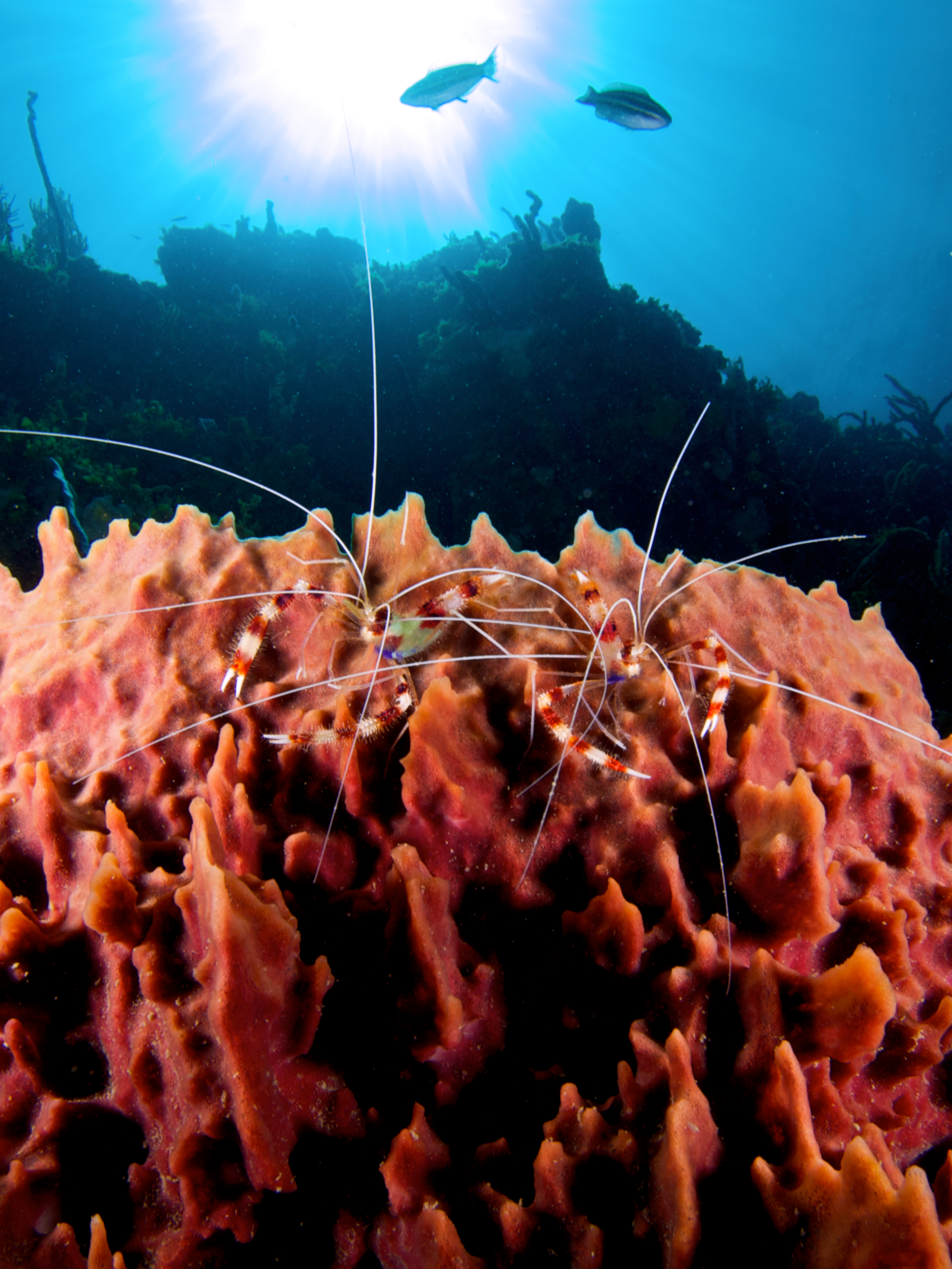
Deux grandes crevettes nettoyeuses (Stenopus hispidus) attendent un « client » sur une éponge baril (Xestospongia muta) au nord d'Haïti.

Une station de nettoyage est un lieu où les animaux aquatiques marins ou d'eau douce se rassemblent pour se faire nettoyer. Ce nettoyage inclut  le déparasitage du corps de l'animal, aussi bien externe que dans des endroits plus délicats comme la bouche ou les ouïes pour les poissons. Il concerne également le nettoyage des tissus blessés et le retrait des débris alimentaires qui sont restés coincés entre les dents de prédateurs. Les espèces assurant le service de nettoyage sont diverses. On peut citer les crevettes nettoyeuses ou certains labres et des gobies.

## Description
L'animal qui nécessite d'être nettoyé se positionne sur le site de la station de nettoyage en nageant lentement vers les crevettes ou poissons nettoyeurs. Il ouvre grand la bouche et adopte une posture légèrement inclinée vers l’arrière. Il  écarte les nageoires pectorales et déploie ses autres nageoires. Il peut également changer de couleur ou dresser ses barbilles. C'est le signal qu'attendent les nettoyeurs positionnés sur le site pour commencer leur tâche. Ils retirent et mangent les parasites et autres débris sur le corps. Ils vont jusqu'à s'introduire dans la bouche et les ouïes de prédateurs sans être inquiétés.
Les espèces qui visitent la station de nettoyage et espèces nettoyeuses forment une relation de mutualisme. Le déparasitage des uns fournit aux autres une source de nourriture.
Une station de nettoyage joue un rôle important dans la santé d'un récif. Des expériences ont montré que si l'on supprime les crevettes et poissons nettoyeurs d'un site, en quelques semaines le nombre de poissons diminue et les maladies augmentent. Même des espèces normalement solitaires comme les raies manta profitent d'une station de nettoyage périodiquement pour éliminer leurs parasites.

## Localisation
Les stations de nettoyage sont souvent associées au récif corallien. Elles sont alors souvent situées au sommet d'un bloc de corail. La zone devient alors un lieu de passage important. D'autres stations de nettoyage peuvent se situer sous des amas flottants de végétaux, à un point donné dans une rivière ou un lagon.

## Espèces nettoyeuses
On peut citer les crevettes nettoyeuses, certains labres comme les labres nettoyeurs (du genre Labroides), et des gobies comme Gobiosoma (elacatinus) genie.
Certaines espèces de poissons profitent de la non agressivité des prédateurs envers les poissons de la station de nettoyage. Ils imitent l'aspect et le comportement des poissons nettoyeurs pour s'approcher d'un autre poisson souhaitant être déparasité pour lui arracher un bout de nageoire. Le Faux labre nettoyeur ou Blennie mimétique (Aspidontus taeniatus) imite le Labre nettoyeur commun (Labroides dimidiatus) par exemple, et mord les poissons au lieu de les nettoyer.

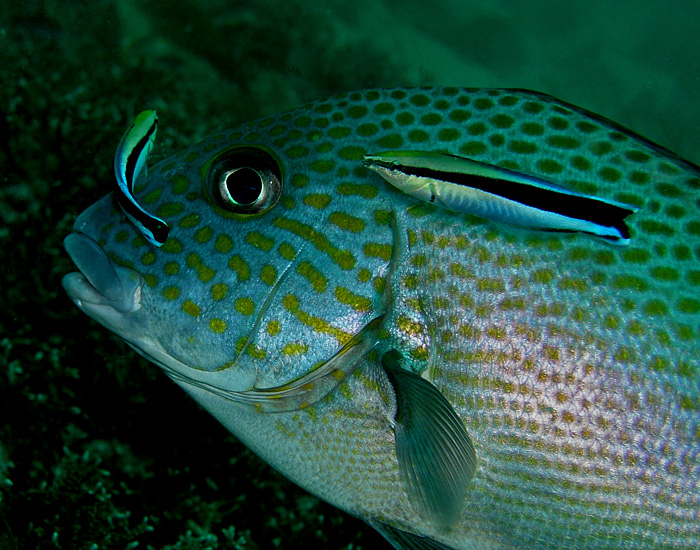
Labre nettoyeur commun (Labroides dimidiatus)
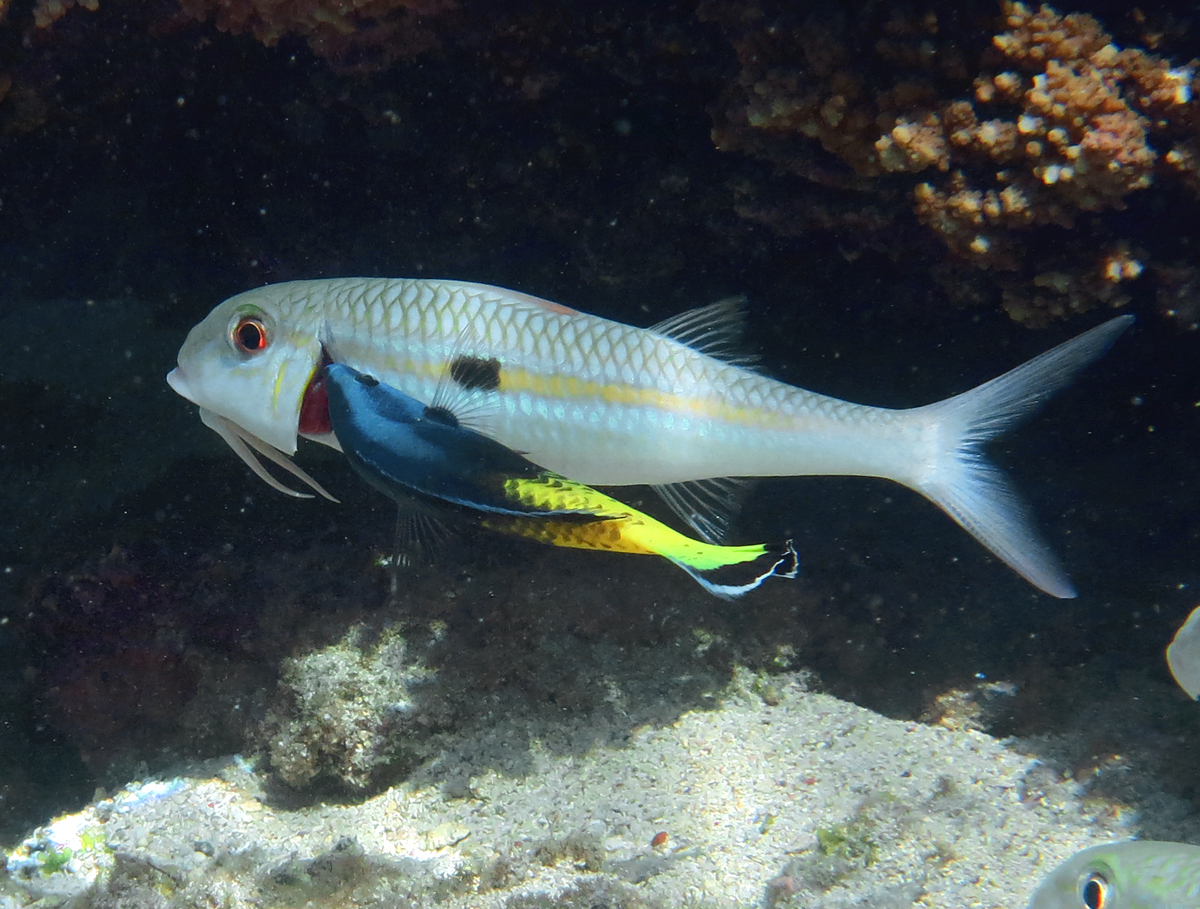
Labre nettoyeur bicolore (Labroides bicolor)
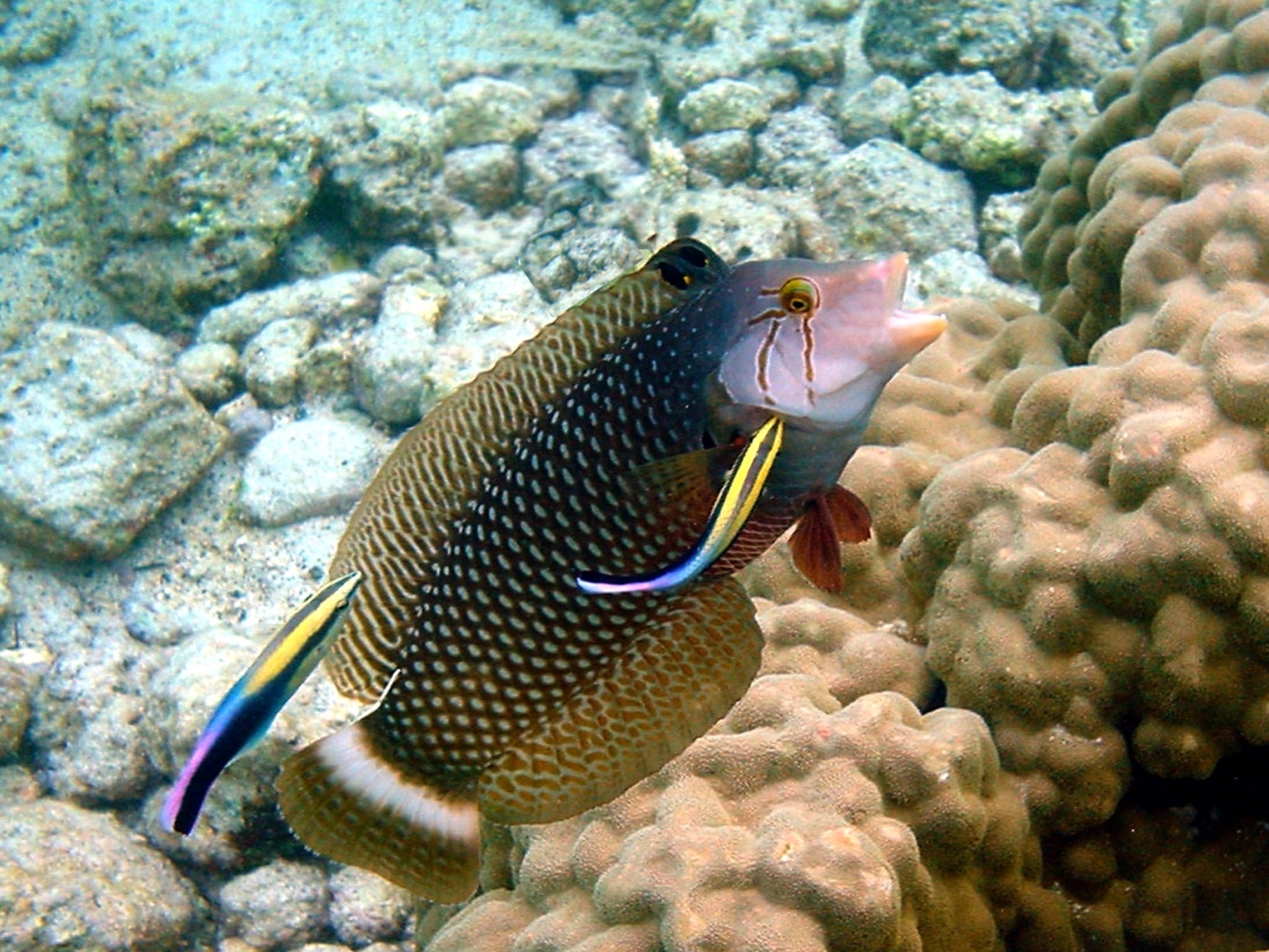
Labre nettoyeur du Pacifique (Labroides phthirophagus)
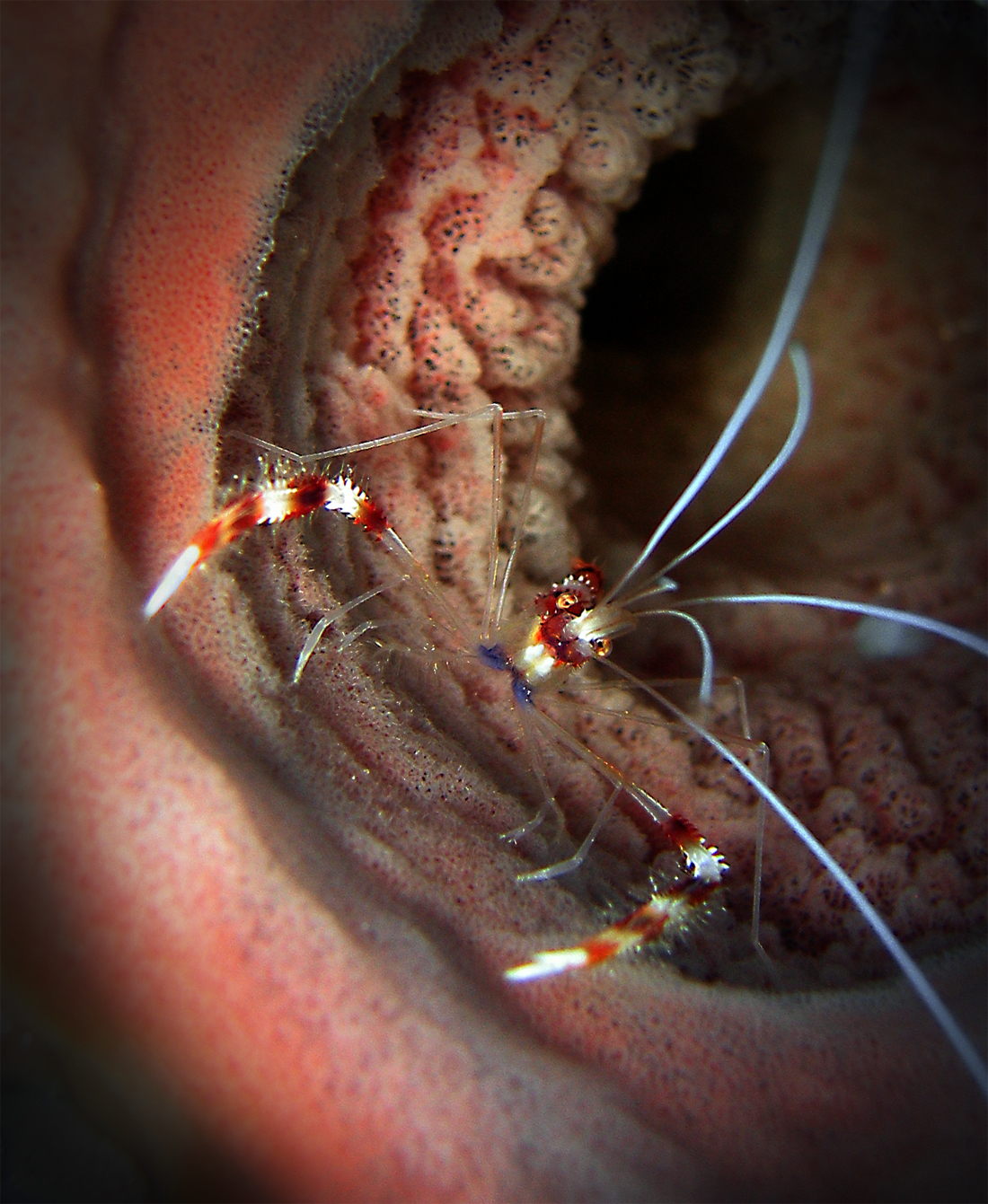
Grande crevette nettoyeuse (Stenopus hispidus)
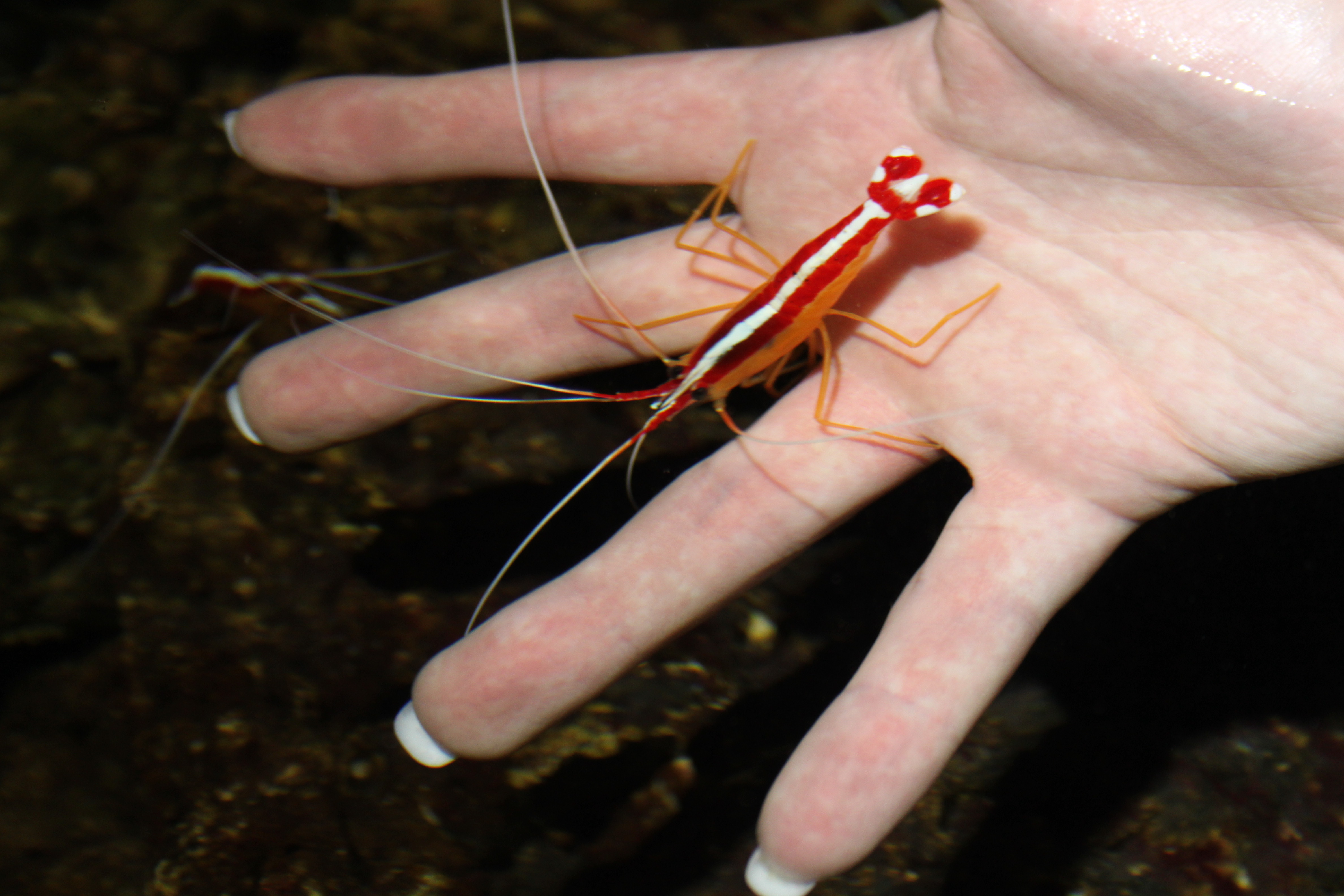
Crevette-barbier d'Amboine (Lysmata amboinensis)
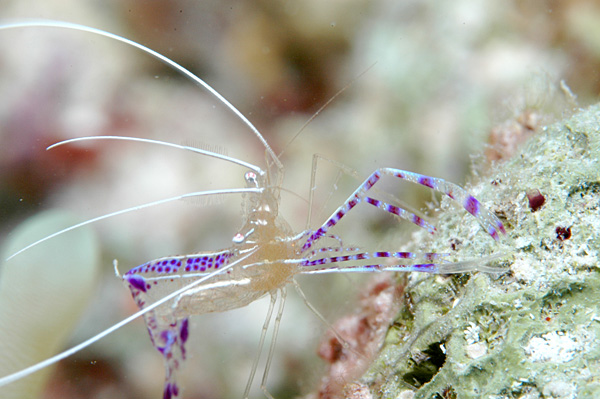
Crevette nettoyeuse de Pederson (Periclimenes pedersoni)
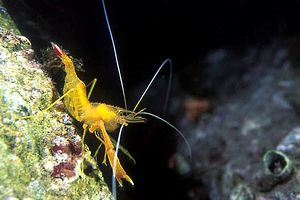
Crevette jaune cavernicole (Stenopus spinosus)
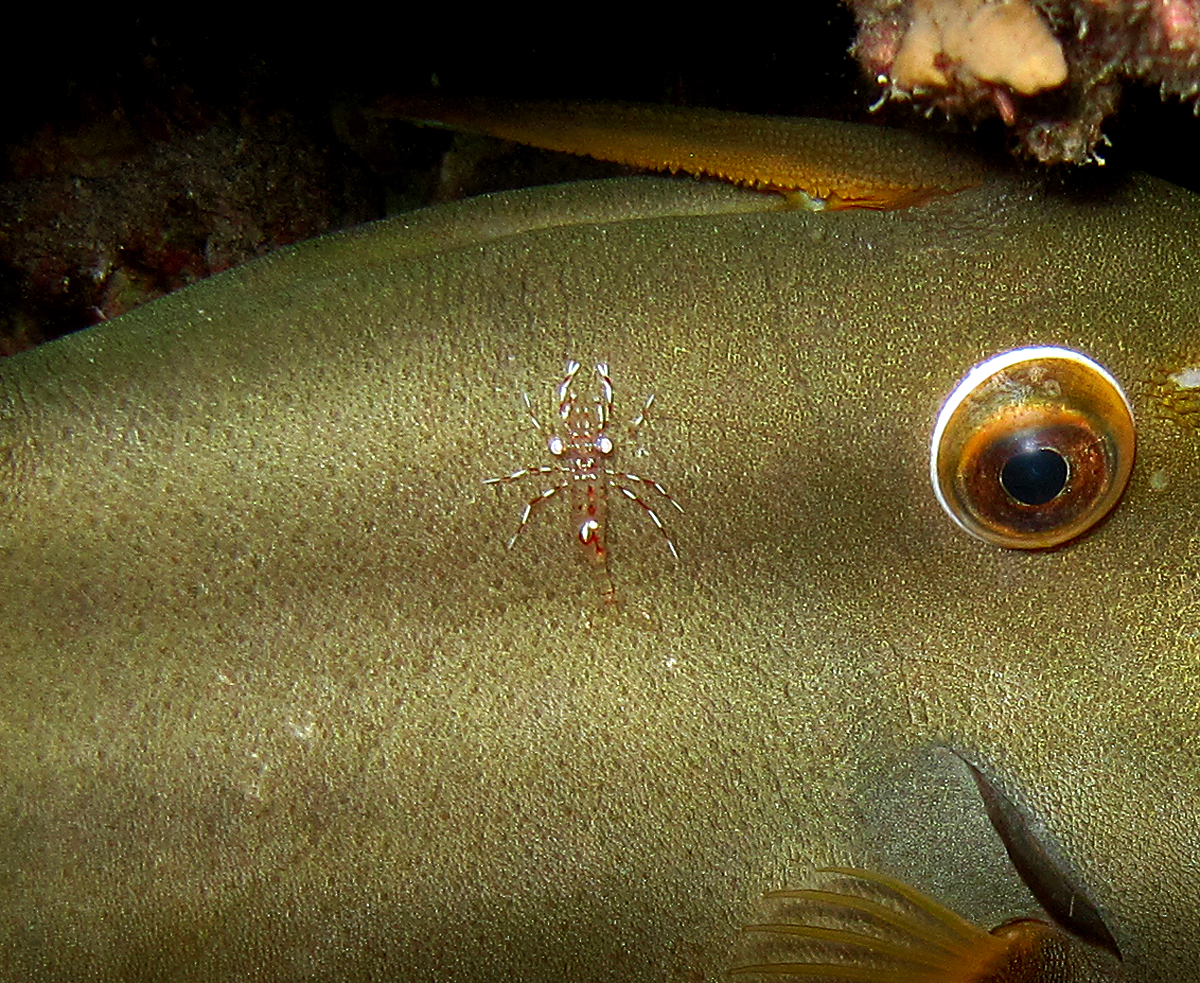
Crevette nettoyeuse de Bruun (Urocaridella antonbruunii)

## Dangers
Utilisant la relation mutualiste entre le Labre nettoyeur (Labroides dimidiatus) et ses patients, le Faux labre nettoyeur (Aspidontus taeniatus) profite de l'immobilité et de la confiance du poisson qui souhaite se faire nettoyer pour lui arracher un bout de chair, pour s'en nourrir, avant de prendre la fuite.